# Tatjana Gros
Tatjana Gros, slovenska pevka zabavne glasbe; * 21. marec 1948, Novo mesto, † 26. januar 2016.

## Življenjepis
Osnovno šolo, gimnazijo ter nižjo glasbeno šolo, kjer je igrala klavir, je obiskovala v Novem mestu. V 90. letih je končala tudi Duhovno univerzo v Novem mestu. Že v osnovni šoli je nastopala kot recitatorka, pevka v zboru in solistka. V Novem mestu je nastopala s skupino Dizzy Combo. V glavnem je izvajala tuje skladbe, zlasti francoske šansone pa tudi ruske romance. S petjem se je začela poklicno ukvarjati že pri devetnajstih letih. Nastopala je na festivalih Slovenske popevke in na številnih festivalih zabavne glasbe v Jugoslaviji. Svojo profesionalno glasbeno kariero je zaključila z nastopom na Slovenski popevki leta 1974. Začela se je ukvarjati z duhovnostjo in ezoteriko. Je soavtorica knjige "Svetlobni križi in drugi čudeži", ki je izšla leta 1999.

## Slovenska popevka
Na Slovenski popevki je prvič nastopila leta 1967, s skladbo Janeza Jemca "Klic iz davnin". Na festivalu je ponovno nastopila leta 1970 s Kersnikovo skladbo "Ljubim te", leta 1973 pa s Privškovo "Zato sem noro te ljubila". Slednja je njena najprepoznavnejša pesem; besedilo zanjo je napisal Miroslav Košuta. Zmagala je po izboru mednarodne žirije. Pesem je leto pozneje izšla na njeni samostojni kaseti. Na Popevki je sodelovala še leta 1974, tudi s Privškovo skladbo "Zelena leta", besedilopiske Elze Budau. Zanjo je prejela 1. nagrado strokovne žirije.
- 1967: Klic iz davnin
- 1970: Ljubim te - 3. nagrada strokovne žirije
- 1973: Zato sem noro te ljubila - 1. nagrada mednarodne žirije in zlati prstan revije Stop
- 1974: Zelena leta - nagrada strokovne žirije za najboljši aranžma